# Terry Leyow
Terry Leyow (* 16. Dezember 1966, verheiratete Terry Walker) ist eine jamaikanische Badmintonspielerin. 

## Karriere
Terry Leyow gewann 1990 bei den Zentralamerika- und Karibikspielen die Damendoppelkonkurrenz gemeinsam mit Maria Leyow. Bei den Carebaco-Meisterschaften siegte sie insgesamt sechs Mal. 1995 erkämpfte sie sich Bronze bei den Panamerikaspielen.

## Sportliche Erfolge
| Saison | Veranstaltung                     | Disziplin   | Platz | Name                                   |
| ------ | --------------------------------- | ----------- | ----- | -------------------------------------- |
| 1990   | Zentralamerika- und Karibikspiele | Mixed       | 2     | George Hugh / Terry Leyow-Walker       |
| 1990   | Zentralamerika- und Karibikspiele | Damendoppel | 1     | Maria Leyow / Terry Leyow-Walker       |
| 1990   | Zentralamerika- und Karibikspiele | Dameneinzel | 3     | Terry Leyow-Walker                     |
| 1992   | Carebaco-Meisterschaft            | Mixed       | 1     | Paul Leyow / Terry Leyow-Walker        |
| 1992   | Carebaco-Meisterschaft            | Damendoppel | 1     | Maria Leyow / Terry Leyow-Walker       |
| 1993   | Carebaco-Meisterschaft            | Mixed       | 1     | Paul Leyow / Terry Leyow-Walker        |
| 1995   | Carebaco-Meisterschaft            | Mixed       | 1     | Paul Leyow / Terry Leyow-Walker        |
| 1995   | Panamerikaspielen                 | Mixed       | 3     | Paul Leyow / Terry Leyow-Walker        |
| 1998   | Carebaco-Meisterschaft            | Mixed       | 1     | Roy Paul jr. / Terry Leyow-Walker      |
| 1998   | Carebaco-Meisterschaft            | Damendoppel | 1     | Shackerah Cupidon / Terry Leyow-Walker |